# Armel Job
Pour les articles homonymes, voir Job.
Armel Job est un écrivain belge de langue française né le 24 juin 1948 à Heyd, ancien directeur de l'Institut Notre Dame Séminaire de Bastogne (INDSé).

## Jeunesse
Armel est le troisième d'une famille de quatre garçons. Son père est matelassier puis marchand de céréales et son grand-père marchand de chevaux.
Armel devient interne au séminaire de Bastogne à l'âge de douze ans. Le latin et le grec forment la base de la pédagogie de cette école. Il y apprend également le piano et joue dans l'orchestre de l'école. Il s'essaye également au théâtre lors de la traditionnelle pièce des étudiants.
Il poursuit des études universitaires à l'Université de Liège (ULg). Il est diplômé en philosophie et lettres, licencié en philologie classique et agrégé de l'enseignement secondaire supérieur.

## Vie publique
Il est engagé comme professeur de latin et de grec au séminaire de Bastogne, là où il fut élève auparavant. Il y enseigne pendant vingt-trois ans et occupe divers postes de direction de 1993 à 2010. Père de trois filles, il vit dans la région de Bastogne. Il publie tout au long de sa carrière des articles spécialisés dans les Revues de l'enseignement catholique belge et poursuit d'incessants travaux de traduction du latin et du grec. Il quitte la direction de l'école en 2010 pour se consacrer à son travail littéraire. Il crée en 2011 le Prix du 2e roman francophone, un prix populaire qui connaît immédiatement un vif succès auprès du public (plus de 1700 lecteurs). Il préside également le prix littéraire des Sables d'Olonne décerné chaque année dans le cadre du Festival Simenon.[réf. nécessaire]
Armel Job a publié une vingtaine de romans. Son roman Les Fausses Innocences a été porté à l'écran par André Chandelle.
Armel Job est également auteur de théâtre. Sa pièce "Le concile de Jérusalem" a été présentée en lecture spectacle à Liège, Bruxelles, Paris, dans le cadre des Universités populaires du Théâtre de Jean-Claude Idée. En 2017, "L'évasion de Socrate" a été présentée dans le même cadre à Avignon, Versailles, Bruxelles. La pièce est créée au ¨Théâtre Arlequin de Liège en mars 2018 (mise en scène : ¨José Brouwers, Scénographie : Valérie Urbain, Musique : Luc Baiwir, Distribution : Catherine Ledouble (Xanthippe), Jean-Louis Maréchal (Criton), Serge Swysen (Socrate), Alexandre Tirelier (Callibios)).
Le 8 septembre 2018, il a été élu à l'Académie Royale de Langue et de Littérature françaises de Belgique au siège de Georges Thinès.

## Récompenses
- Prix René-Fallet du premier roman en 2001[3], pour La Femme manquée
- Prix Victor-Rossel des jeunes en 2002, pour Helena Vannek
- Prix des lycéens en 2003 pour Helena Vannek
- Prix du jury Giono en 2005 pour Les Fausses Innocences, un roman qui se déroule dans la partie germanophone de la Belgique.
- Prix de la personnalité Richelieu en 2007 : Ce prix, attribué par l'ensemble des clubs belges et luxembourgeois du Richelieu international, récompense une personnalité pour sa contribution à la promotion de la langue et de la culture françaises.
- Prix Simenon en 2010 pour Tu ne jugeras point.
- Prix des lycéens en 2011, il reçoit les deux prix en jeu, le Prix des délégués et le prix des lycéens pour son roman paru en 2009 Tu ne jugeras point. Il est ainsi, avec Bernard Tirtiaux, l'un des rares auteurs à avoir été primé deux fois par les jeunes lecteurs du prix des lycéens[4].
- Prix Marcel-Thiry de la Ville de Liège pour Dans la gueule de la bête

- Officier du Mérite wallon (O.M.W.) en 2011[5].
- Chevalier de la Pléiade, ordre de la Francophonie et du dialogue des Cultures
- Citoyen d'honneur de la ville de Liège en 2024[6].

## Œuvre

### Auxéditions Robert Laffont
- La Femme manquée, 1999, roman  (ISBN 978-2-221-09118-0)
- Baigneuse nue sur un rocher, 2001, roman  (ISBN 978-2-221-09433-4)
- Helena Vannek, 2002, roman  (ISBN 978-2-221-09704-5)
- Le Conseiller du Roi, 2003, roman  (ISBN 978-2-221-09898-1)
- Les Fausses Innocences, 2005, roman  (ISBN 978-2-221-10410-1)
- Les Mystères de Sainte Freya, 2007, roman  (ISBN 978-2-221-10955-7)
- Tu ne jugeras point, 2009, roman  (ISBN 978-2-221-11232-8)
- Les Eaux amères, 2011, roman  (ISBN 978-2-221-12380-5)
- Loin des Mosquées, 2012, roman  (ISBN 978-2-221-12953-1)
- Le Bon Coupable, 2013, roman  (ISBN 978-2-221-13429-0)
- Dans la Gueule de la Bête, 2014, roman  (ISBN 978-2-221-14091-8)
- De regrettables incidents, 2015, roman  (ISBN 978-2-221-15693-3)
- Et je serai toujours avec toi, 2016, roman  (ISBN 978-2-221-19140-8)
- En son absence, 2017, roman  (ISBN 978-2-221-19830-8)
- Une femme que j'aimais, 2018, roman  (ISBN 978-2-221-21544-9)
- Une drôle de fille, 2019, roman  (ISBN 978-2-221-23987-2)
- La Disparue de l'île Monsin, 2020  (ISBN 978-2-22124-658-0)
- Sa dernière chance, 2021, roman  (ISBN 978-2-22125-153-9)
- Un père à soi, 2022, roman  (ISBN 978-2-221-25958-0)
- Le Meurtre du docteur Vanloo, 2023, roman  (ISBN 978-2-221-26710-3)
- Le Passager d'Amercœur, 2024

### Aux éditionsL' Harmattan
- La Malédiction de l'Abbé Choiron, 1998, roman, 144 p.  (ISBN 978-273-846581-8)

### AuxÉditions Weyrich
- La Malédiction de l'Abbé Choiron, 2011, roman  (ISBN 978-2-87489-119-9) - Réédition de l'édition originale augmentée de notes sur le parler wallon et d’une postface
- Sept histoires pas très catholiques, 2016, nouvelles  (ISBN 978-2-87489-383-4)

### Aux éditionsMijade
- Commandant Bill, 2008, nouvelles  (ISBN 978-2-87423-029-5)
- Les lunettes de John Lennon, 2011, nouvelles  (ISBN 978-2-87423-056-1)

### AuxéditionsMEMOR
- La Reine des Spagnes, 1995, roman  (ISBN 2-930133-49-X)
- De la Salade!, 2002, roman  (ISBN 978-293-013349-2)

### AuxéditionsLabor
- La femme de saint Pierre et autres récits en bordure des Evangiles, 2004, nouvelles, 150 p.  (ISBN 978-2804019785)

### Aux éditions De Boeck
- La Mort pour Marraine, 2016, théâtre, 144 p.  (ISBN 978-2804195984)

### Aux éditions Samsa
- L'Evasion de Socrate, 2017, théâtre, 86 p.  (ISBN 978-2-87593-129-0)

### Aux éditions Fidélité
- Le Concile de Jérusalem. Le Frère du fils prodigue. L'ange Gabriel, 2018, théâtre, 200 p.  (ISBN 978-2-87356-798-9)